# تريفور بيربيك
تريفور بيربيك (بالإنجليزية: Trevor Berbick)‏ مواليد 1 أغسطس 1954 في نورتش، جامايكا - الوفاة 28 أكتوبر 2006 في نورتش، جامايكا، كان ملاكم كندي سابق صنّف ضمن فئة الوزن الثقيل. حقق بطولة المجلس العالمي للملاكمة. سبق أن شارك في دورة الألعاب الأولمبية الصيفية.

## إحصائيات
خاض خلال مسيرته 61 نزالا، فاز في 49 وتعادل في 1 وخسر في 11. فاز بالضربة القاضية في 33 نزالا.

## الميداليات
| الميدالية | المسابقة                    |
| --------- | --------------------------- |
| برونزية   | دورة الألعاب الأمريكية 1975 |

## روابط خارجية
- تريفور بيربيك على موقع الموسوعة البريطانية (الإنجليزية)
- تريفور بيربيك على موقع ميوزك برينز (الإنجليزية)
- تريفور بيربيك على موقع بوكس ريك (الإنجليزية) (registration required)
- تريفور بيربيك على موقع أوليمبيديا (الإنجليزية)